# Dryophytes bocourti
A Dryophytes bocourti a kétéltűek (Amphibia) osztályának békák (Anura) rendjébe és a levelibéka-félék (Hylidae) családjába, azon belül a Hylinae alcsaládba tartozó faj.

## Előfordulása
A faj Guatemala endemikus faja. Természetes élőhelye a trópusi vagy szubtrópusi nedves hegyvidéki erdők, trópusi vagy szubtrópusi magasan fekvő rétek, édesvízi mocsarak. A fajra élőhelyének elvesztése jelent fenyegetést.